# Стеркобилин
Стеркобилин — тетрапиррольный желчный пигмент и конечный продукт метаболизма гема. Именно он придаёт человеческим фекалиям коричневый цвет и был впервые выделен из них в чистом виде в 1932 году. Стеркобилин (и связанный с ним уробилин) может быть использован как маркер для биохимической идентификации уровня фекальной загрязнённости рек.

## Метаболизм
Стеркобилин образуется в результате разрушения половины гема из эритроцитов. Макрофаги разрушают стареющие эритроциты и разрушает их гем, преобразуя его в биливердин, который быстро становится свободным билирубином. Билирубин прочно связывается с белками плазмы (в основном альбумином) в кровотоке и далее транспортируется в печень, где он соединяется с одной или двумя молекулами глукуроновой кислоты, выпадая в осадок в виде билирубиндиглукуронида, а потом секретируется вместе с желчью в тонкую кишку. Там некоторые билирубинглукурониды преобразуются обратно в билирубин при помощи бактериальных ферментов в подвздошной кишке. Билирубин далее превращается в бесцветный уробилиноген. Весь уробилиноген оставшийся в толстой кишке становится стеркобилиногеном и наконец окисляется до стеркобилина, придающего человеческим фекалиям коричневый цвет. Далее он экскрегируется вместе с фекалиями.

## Oбструктивная желтуха
При обструктивной желтухе, билирубин не достигает тонкой кишки, а значит стеркобилиноген не формируется. В результате не получается и стеркобилина. Недостаток стеркобилина и других желчных пигментов приводит к тому, что кал становится глинистого цвета.

## Коричневые пигменты в желчных камнях
Результаты анализов двух детей, страдающих холелитиазом, выявили, что существенное количество стеркобилина содержалось в желчных камнях. Исследователи предположили, что желчные камни могут формироваться спонтанно у детей, страдающих бактериальными инфекциями желчных протоков.

## Роль в лечении заболеваний
В 1996 году исследование проведённое МакФилом показало, что стеркобилин и другие связанные с ним пиррольные пигменты, включая уробилин, биливердин, диметилэстер и ксантобилирубиновая кислота, в малых микромолярных концентрациях возможно являются новым классом HIV-1-протеазных ингибиторов. Эти пигменты были выбраны исследователями из-за сходной формы с протеазным ингибитором HIV-1. В дальнейшем исследователи планируют изучить фармакологическую эффективность этих пигментов.

## Внешние ссылки
- https://web.archive.org/web/20150112205349/http://www.chem.qmul.ac.uk/iupac/tetrapyrrole/TP/D6.html